# Narcissisme collectif
 (mars 2022).
La mise en forme du texte ne suit pas les recommandations de Wikipédia : il faut le « wikifier ».
Les points d'amélioration suivants sont les cas les plus fréquents. Le détail des points à revoir est peut-être précisé sur la page de discussion.
- Les titres sont pré-formatés par le logiciel. Ils ne sont ni en capitales, ni en gras.
- Le texte ne doit pas être écrit en capitales (les noms de famille non plus), ni en gras, ni en italique, ni en « petit »…
- Le gras n'est utilisé que pour surligner le titre de l'article dans l'introduction, une seule fois.
- L'italique est rarement utilisé : mots en langue étrangère, titres d'œuvres, noms de bateaux, etc.
- Les citations ne sont pas en italique mais en corps de texte normal. Elles sont entourées par des guillemets français : « et ».
- Les listes à puces sont à éviter, des paragraphes rédigés étant largement préférés. Les tableaux sont à réserver à la présentation de données structurées (résultats, etc.).
- Les appels de note de bas de page (petits chiffres en exposant, introduits par l'outil «  Source ») sont à placer entre la fin de phrase et le point final[comme ça].
- Les liens internes (vers d'autres articles de Wikipédia) sont à choisir avec parcimonie. Créez des liens vers des articles approfondissant le sujet. Les termes génériques sans rapport avec le sujet sont à éviter, ainsi que les répétitions de liens vers un même terme.
- Les liens externes sont à placer uniquement dans une section « Liens externes », à la fin de l'article. Ces liens sont à choisir avec parcimonie suivant les règles définies. Si un lien sert de source à l'article, son insertion dans le texte est à faire par les notes de bas de page.
- La présentation des références doit suivre les conventions bibliographiques. Il est recommandé d'utiliser les modèles {{Ouvrage}}, {{Chapitre}}, {{Article}}, {{Lien web}} et/ou {{Bibliographie}}. Le mode d'édition visuel peut mettre en forme automatiquement les références.
- Insérer une infobox (cadre d'informations à droite) n'est pas obligatoire pour parachever la mise en page.

Pour une aide détaillée, merci de consulter Aide:Wikification.
Si vous pensez que ces points ont été résolus, vous pouvez retirer ce bandeau et améliorer la mise en forme d'un autre article.
En psychologie sociale, le narcissisme collectif (ou narcissisme de groupe) est la tendance à exagérer l'image positive et l'importance d'un groupe auquel on appartient. Le groupe peut être défini par l'idéologie, la race, les convictions/opinions politiques, la religion, la classe sociale, la langue, la nationalité, le statut professionnel, le niveau d'éducation, les valeurs culturelles ou tout autre endogroupe. 
Alors que la définition classique du narcissisme se concentre sur l'individu, le narcissisme collectif étend ce concept aux opinions aussi exagérément hautes du groupe social d'une personne et suggère qu'un groupe peut fonctionner comme une entité narcissique.
Le narcissisme collectif est lié à l'ethnocentrisme. Alors que l'ethnocentrisme est une affirmation de la suprématie de l'endogroupe, le narcissisme collectif est une tendance d'autodéfense qui consiste à investir un sentiment d'accomplissement personnel non comblé dans une croyance en la spécificité et la noblesse de l'endogroupe. L'endogroupe peut devenir un vecteur de réalisation des aspirations personnelles déçues. De plus, l'ethnocentrisme se concentre principalement sur l'égocentrisme au niveau ethnique ou culturel, tandis que le narcissisme collectif s'étend à tout type d'endogroupe.
Appliqué à un groupe national, le narcissisme collectif s'apparente au nationalisme : une volonté de suprématie nationale. Le narcissisme collectif est associé à l'hostilité intergroupe.